# Burg Trossingen (Burgbühl)
Die Burg Trossingen ist eine abgegangene mittelalterliche Höhenburg unbekannter ständischer Zuordnung nordwestlich von Trossingen in der Gemeinde Deißlingen im Landkreis Rottweil in Baden-Württemberg, Deutschland. Die Burg wurde im 14. Jahrhundert zerstört. 

## Geographische Lage
Der Burgstall der Burg Trossingen liegt etwa ein Kilometer östlich der Anschlussstelle „Villingen-Schwenningen“ der Autobahn A 81 im Wald und etwa drei Kilometer nordwestlich des Zentrums von Trossingen. Wenn man auf der K 5939 Richtung Osten unter der A 81 hindurchfährt, ist nach etwa 100 Meter auf der linken Seite eine sehr breite Einfahrt. Von der aus kommt man zum Burgstall der Burg Trossingen. Eine lückenhafte Ausschilderung ist vorhanden.

## Geschichte
Auf einem Schild nahe der Ruine Burg Trossingen steht:

„Auf dem Bergsporn, den zwei tiefe Gräben von der dahinterliegenden Höhe trennen, wird eine Befestigung der Hallstattzeit vermutet. Im Mittelalter stand dort die Burg Hüribach. Erbaut wurde sie im 12. Jh. von den Maiern von Trossingen, Lehensleuten des Klosters Reichenau. Heinrich VI., Maier von Trossingen, wird 1366 als Herr von Hüribach genannt. Gegen Ende des 14. Jh.s wurde die Burg an den Rottweiler Bürgermeister Heinrich Gantzler verkauft. 1839 werden die Ruinen der Burg, das „Alte Schloß“ genannt, noch erwähnt.“